# 1872년 미국 상원의원 선거
1872년 미국 상원의원 선거는 1872년 각 주에서 2명씩 상원의원을 선출했다

## 선거 결과
| 정당       | 의석 수 |
| ---------- | ------- |
| 공화당     | 47석    |
| 민주당     | 19석    |
| 자유공화당 | 7석     |